# تپه دو تپان ۲
تپه دو تپان ۲ مربوط به دوره اشکانیان - سده‌های میانه دوران‌های تاریخی پس از اسلام است و در شهرستان کرمانشاه، بخش کوزران، دهستان سنجابی، ضلع جنوبی روستای چگینی واقع شده و این اثر در تاریخ ۲۶ اسفند ۱۳۸۶ با شمارهٔ ثبت ۲۱۷۸۱ به‌عنوان یکی از آثار ملی ایران به ثبت رسیده است.